# Anchomanes

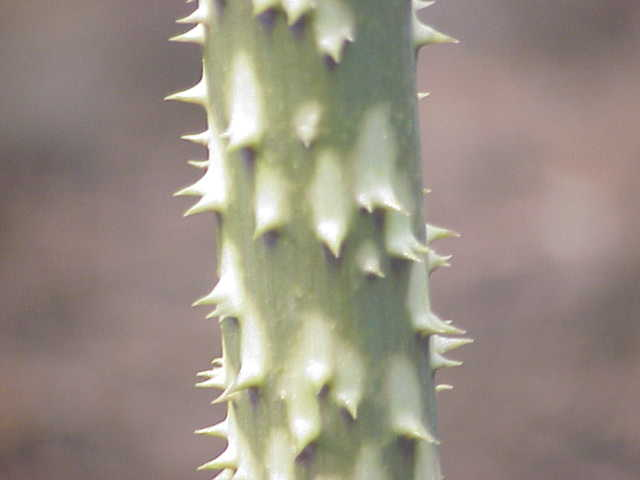
Ogonek liściowy Anchomanes giganteus

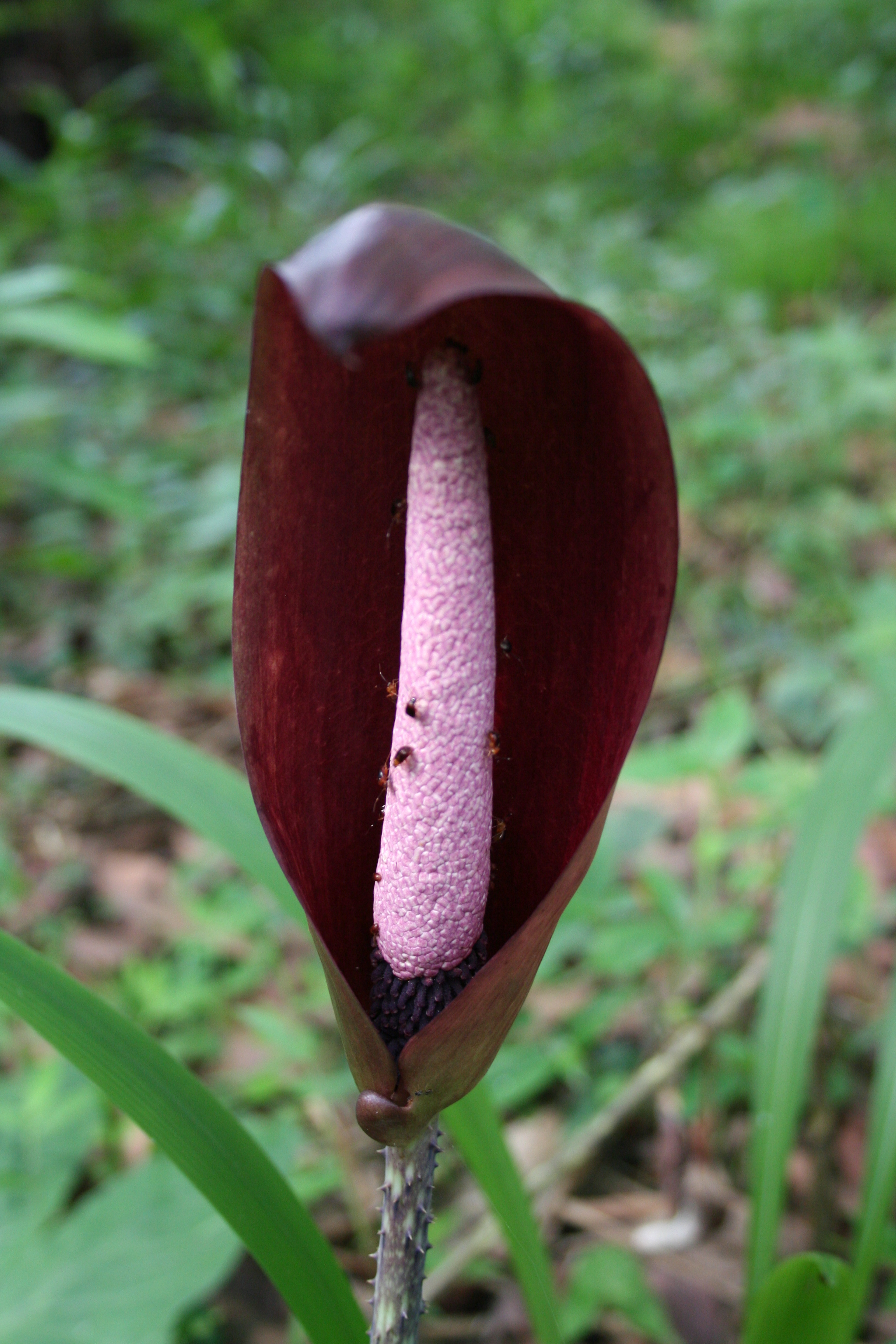
Kwiatostan Anchomanes sp.

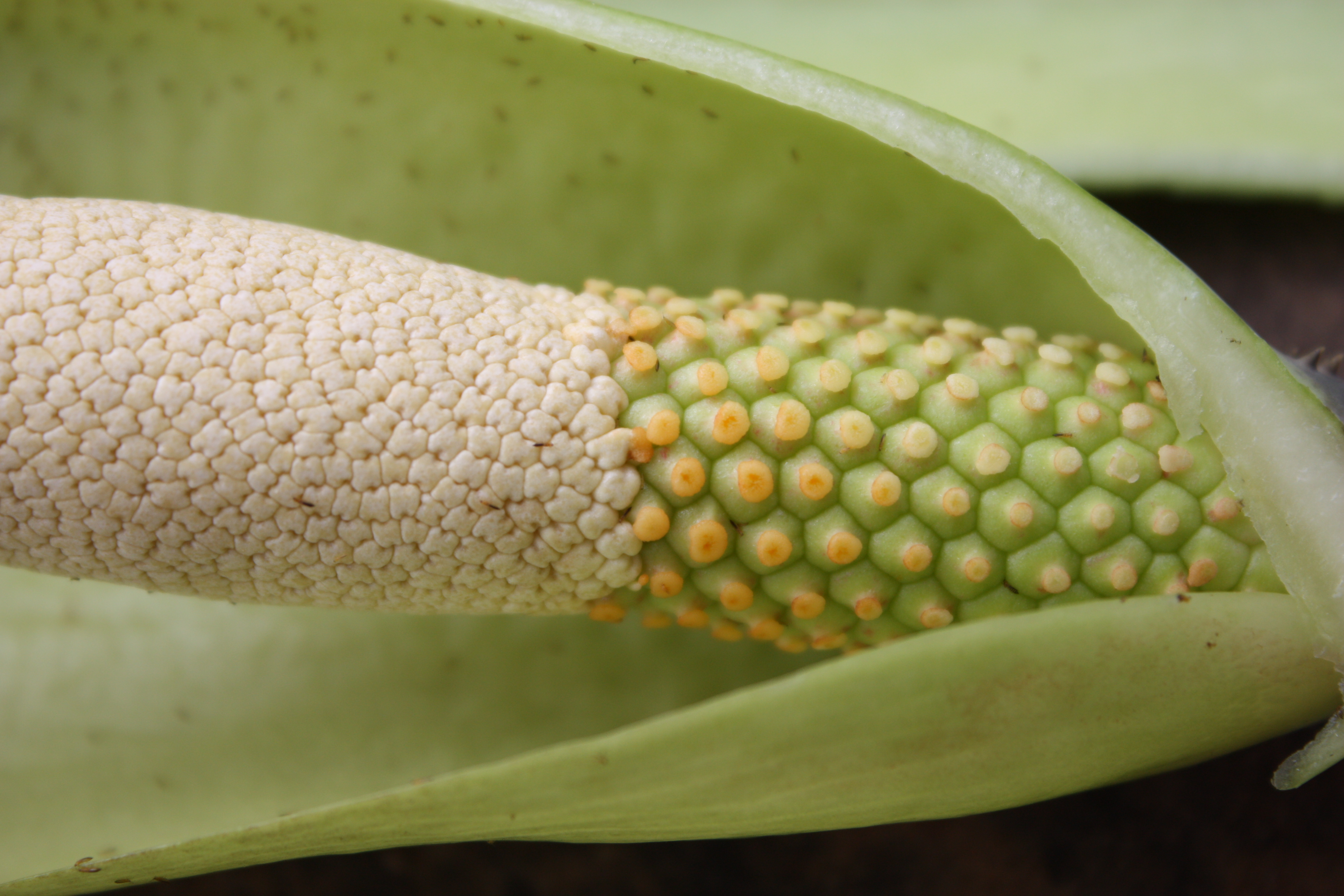
Kwiaty męskie (po lewej) i żeńskie (po prawej) na kolbie kwiatostanu Anchomanes difformis

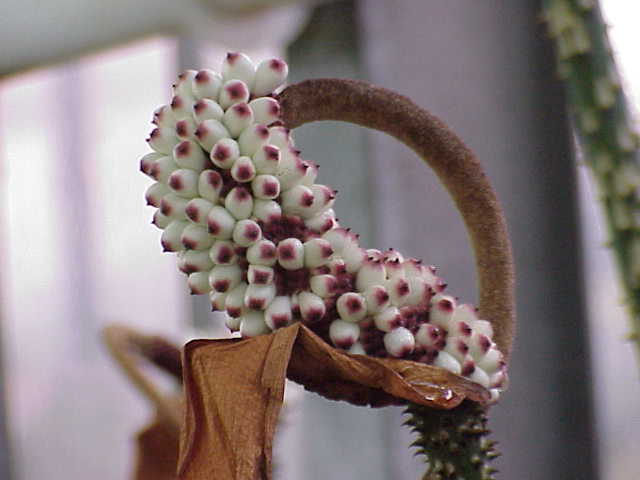
Owocostan Anchomanes giganteus

Anchomanes (Anchomanes Schott) – rodzaj roślin, należący do rodziny obrazkowatych, liczący 6 gatunków endemicznych dla tropikalnych rejonów Afryki. Nazwa naukowa rodzaju pochodzi od greckich słów ανχο (ancho – ściskać, dusić) i μαίνο (maino – oszaleć, majaczyć, bredzić) i odnosi się do cech fitochemicznych roślin tego rodzaju.

## Morfologia
PokrójWysokie rośliny zielne.
ŁodygaMasywne, rosnące skośnie lub pionowo bulwy pędowe o średnicy od 1 cm (A. abbreviatus) do 20 cm (A. difformis) i długości do 80 cm (A. difformis).
LiścieRoślina tworzy jeden liść właściwy, otoczony u nasady kilkoma łuskowatymi katafilami. Liście młodociane proste, strzałkowato-oszczepowate lub trójsieczne, podzielone wąskimi szczelinami na 3 odwrotnie trójkątne segmenty. Liście dojrzałe na wzniesionym, cylindrycznym, pokrytym kolcami ogonku, o długości do 3 m (A. difformis). Blaszka liścia dojrzałego trójsieczna; każdy segment dwudzielnie- lub pierzastozłożony; listki lancetowate i trapezowate; wierzchołek ścięty lub szeroko dwudzielny ze spiczastym kończykiem; długość do 150 cm (A. difformis). Nerwacja pierzasta.
KwiatyRoślina jednopienna. Pojedynczy kwiatostan, typu kolbiastego pseudancjum, pojawia się przed lub razem z liściem. Szypułka krótsza od ogonka, o długości do 180 cm (A. difformis), zwykle pokryta kolcami (gładka u A. boehmii). Pochwa dłuższa od kolby, wzniesiona, łódkokształtna, otwarta na całej długości, spiczasta, o długości od 2 cm (A. boehmii) do 30 cm (A. difformis). Kolba pokryta na całej długości jednopłciowymi kwiatami żeńskimi i męskimi. Zalążnie jednokomorowe, zawierające jeden zalążek. Szyjki słupka stożkowate lub niewidoczne, czasami ostro skierowane w kierunku podstawy kolby. Znamiona słupka dwuwargowe, w kształcie litery V, dyskowate lub wklęsło-kuliste. Pręciki niemal osadzone, z poprzecznymi pylnikami.
OwocePodłużno-eliptyczne, mięsiste, jednonasienne jagody, o średnicy około 2 cm. Nasiono duże, odwrotnie jajowate, bez bielma. Łupina cienka.

## Biologia i ekologia
RozwójByliny, geofity. Wszystkie gatunki przechodzą okres spoczynku.
SiedliskoRośliny z tego rodzaju zasiedlają bagna i wiecznie zielone, równikowe lasy deszczowe, na wysokości do 1200 m n.p.m.
Interakcje z innymi gatunkamiLiście A. difformis stanowią pożywienie goryli zachodnich, a jagody szympansów.

## Systematyka
Pozycja rodzaju według Angiosperm Phylogeny Website (aktualizowany system APG IV z 2016)Należy do plemienia Nephthytideae, podrodziny Aroideae, rodziny obrazkowatych, rzędu żabieńcowców w kladzie jednoliściennych.
Pozycja rodzaju w systemie Reveala z roku 2007 (2010)Rodzaj nie został ujęty.
Pozycja rodzaju według Crescent Bloom (system Reveala z lat 1993–1999)Gromada okrytonasienne (Magnoliophyta Cronquist), podgromada Magnoliophytina (Frohne & U. Jensen ex Reveal), klasa jednoliścienne (Liliopsida Brongn.), podklasa obrazkowe (Aridae Takht.), nadrząd obrazkopodobne (Aranae Thorne ex Reveal), rząd obrazkowce (Arales Dumort.), rodzina obrazkowate (Araceae Juss.).
Gatunki
- Anchomanes abbreviatus Engl.
- Anchomanes boehmii Engl.
- Anchomanes dalzielii N.E.Br.
- Anchomanes difformis (Blume) Engl. – anchomanes osobliwy[4]
- Anchomanes giganteus Engl.
- Anchomanes nigritianus Rendle

## Zagrożenie i ochrona
Od 2006 roku gatunek Anchomanes abbreviatus, występujący w Kenii i Tanzanii, znajduje się w Czerwonej księdze gatunków zagrożonych. Gatunek ten objęty jest kategorią LC (mniejszej troski). Poważne zagrożenia są nieznane, jednakże potencjalnym zagrożeniem jest utrata siedlisk.

## Zastosowanie
Rośliny leczniczeW tradycyjnej medycynie afrykańskiej liście A. difformis stosowane są w chorobach bakteryjnych, przede wszystkim układu oddechowego i płciowego, bulwy pędowe w chorobach układu oddechowego i w bólach brzucha. Wykazano, że składniki czynne zawarte w liściach tej rośliny mają działanie antybakteryjne (w tym na bakterie antybiotykooporne), przeciwzapalne i znieczulające. MIC wyciągu z liści tej rośliny wynosi 375 μg/ml. Wykazano, że składnikami czynnymi zawartymi w bulwach roślin tego gatunku są flawonoidy, glikozydy i taniny. Bulwy zawierają również kwas asparaginowy, kwas glutaminowy, leucynę i argininę oraz są wyjątkowo bogate w kryształy szczawianu wapnia.
Rośliny spożywczeW okresach głodu bulwy A. difformis są spożywane po długim gotowaniu.
Inne zastosowaniaW Zairze wyciąg z rośliny A. difformis stanowi składnik trucizny, opartej na soku Parquelina nigrescens, którą pigmeje Mbuti pokrywają strzały.